# Răstolț
Răstolț – wieś w Rumunii, w okręgu Sălaj, w gminie Buciumi. W 2011 roku liczyła 210 mieszkańców.